# Leucettusa simplicissima
Leucettusa simplicissima är en svampdjursart som beskrevs av Burton 1932. Leucettusa simplicissima ingår i släktet Leucettusa och familjen Leucaltidae. Inga underarter finns listade i Catalogue of Life.